# Герса
Ге́рса (грец. Έρση — «роса») — одна з трьох Кекропід, яким Афіна доручила охороняти новонародженого Еріхтонія. Дочка Кекропса і Аглаври, сестра Агравли і Пандроси. У Герсу закохався Гермес, і вона народила від нього Кефала.
Згідно з Аполлодором, коли Гефест безуспішно намагався зґвалтувати Афіну, його сім'я пролилося на Гею, яка й народила Еріхтонія. Афіна хотіла дати безсмертя хлопчику і вирішила сама його виховати. Богиня передала немовля у закритому ящику донькам Кекропса — Герсі, Аглаврі та Пандросі. Вона заборонила дівчатам заглядати в ящик, оскільки Ерихтоній був обвитий змією (за іншою версією, був напівлюдиною-напівдраконом). Дві царівни порушили цю заборону і відкрили ящик. Аглавра і Герса були уражені безумством і покінчили з собою, кинувшись з акропольської скелі або були вбиті драконом. За словами історика Істра, в Афінах справляли урочистий хід на честь Герси.